# M7 (Mallorca)
M7 fue un canal de televisión de Mallorca propiedad del Grupo Serra que emitía mayoritariamente en catalán.
Nació como Canal 37 (de hecho, una escisión de Canal 4), y después pasó a manos del Grupo Serra, que primero, el 1996, la transformó en Telenova, y más tarde, el 2002, en M7. 
En 2007 recibió licencia digital para emitir en TDT en toda Mallorca.
Estuvo asociada con la red Punto TV de Vocento. También compró derechos de emisión de programas de otras televisiones como TeleMonegal, de Barcelona TV.
En 2008 M7 dejó de emitir y se integró en Canal 4 Baleares.
En la actualidad en su frecuencia de TDT se ve Fibwi4. 